# (11300) 1992 WG2
1992 دابليو جي 2 (ويعرف أيضًا باسم (11300) 1992 دابليو جي 2 وفق تسمية الكوكب الصغير) (بالإنجليزية: 1992 WG2)‏ هو كويكب ضمن حزام الكويكبات؛ وترتيبه 11300 من حيث الاكتشاف.
اكتُشف هذا الجُرم الفلكي بواسطة هيروشي كانيدا في 18 نوفمبر 1992.

## وصلات خارجية
- (11300) 1992 WG2 في قاعدة بيانات مختبر الدفع النفاث لأجرام النظام الشمسي الصغيرة

- الاكتشاف · مخطط المدار ·  العناصر المدارية · المعلمات المادية

- (11300) 1992 WG2 على موقع ويكي سكاي: DSS2, SDSS, GALEX, IRAS, Hydrogen α, X-Ray, Astrophoto, Sky Map, Articles and images